# دانمارک در المپیک تابستانی ۱۹۵۲
دانمارک در بازی‌های المپیک تابستانی ۱۹۵۲ که در شهر هلسینکی برگزار شد، کاروان دانمارک با ۱۲۹ ورزشکار در این رقابت‌ها شرکت کرد و موفق به کسب ۶ مدال (۲ طلا، ۱ نقره، ۳ برنز) شد. در جدول رتبه‌بندی توزیع مدال‌ها، دانمارک در ردهٔ ۱۵ مسابقات قرار گرفت.